# Vuillery
Vuillery is een gemeente in het Franse departement Aisne (regio Hauts-de-France) en telt 32 inwoners (2009). De plaats maakt deel uit van het arrondissement Soissons.

## Geografie
De oppervlakte van Vuillery bedraagt 1,1 km², de bevolkingsdichtheid is dus 29,1 inwoners per km².
Vuillery ligt tussen de plaatsen Braye en Neuville-sur-Margival aan de D1200.
De onderstaande kaart toont de ligging van Vuillery met de belangrijkste infrastructuur en aangrenzende gemeenten.

## Demografie
Onderstaande figuur toont het verloop van het inwonertal (bron: INSEE-tellingen).
Vanwege een beveiligingsprobleem met de MediaWiki Graph-software is het momenteel niet mogelijk deze grafiek weer te geven. Zodra de software is bijgewerkt zal de grafiek vanzelf weer zichtbaar worden.